# Nowy Dwór Królewski
Nowy Dwór Królewski je poljsko selo u Kujavsko-pomeranskom vojvodstvu. Selo zauzima prostor od 3,37 kilometar četvornih. U selu živi 190 stanovnika po zadnjem popisu iz 2008. godine.